# Apeadero Kilómetro 11

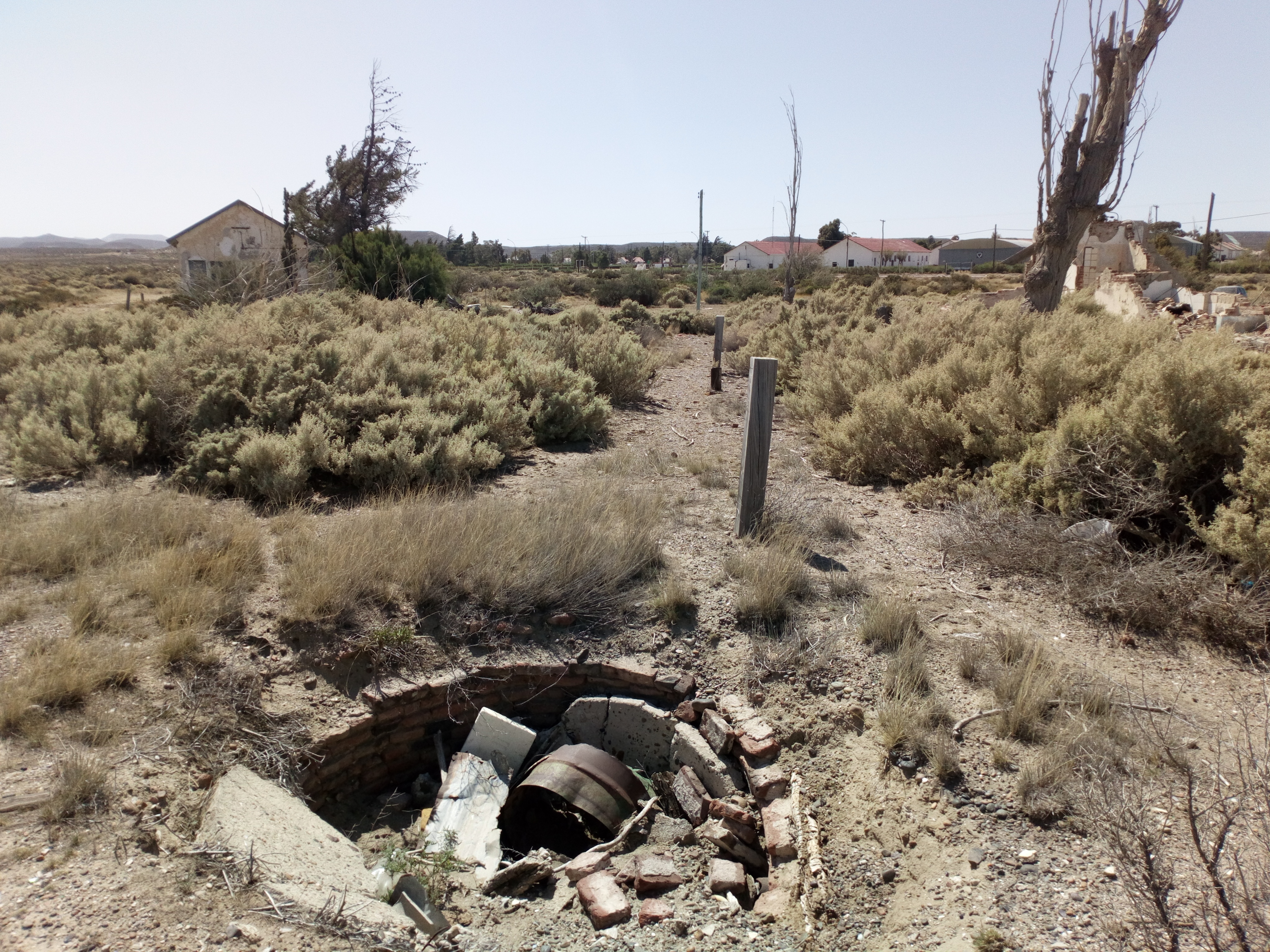
Ruinas de un aljibe junto al apeadero

Kilómetro 11 es un ex apeadero ferroviario que se configuró como parada del ramal a Astra; subsidiario del Ferrocarril de Comodoro Rivadavia que unía a esta localidad con el denominado la zona poblacional de Cuarteles y el barrio Astra, ambas ubicadas en el departamento Escalante de la provincia de Chubut (Argentina).
Kilómetro 11 formó parte del Ferrocarril de Comodoro Rivadavia que comenzó a funcionar en el año 1910 y que fue cerrado definitivamente en el año 1978.

## Toponimia
El nombre se deriva del redondeo del kilometraje de 10,7 kilómetros que el ferrocarril alcanzaba en el ramal a Astra desde estación matriz en Comodoro Rivadavia. Es posible que entre los usuarios y los obreros ferroviarios haya sido conocida como Cuartel en relación con las instalaciones militares del Regimiento de Infantería Mecanizado 8 a las que se dedicó a servir.
El nombre no tardó en generar confusiones con el otro Kilómetro 11 que estaba situado en el mismo kilometraje, pero sobre la vía rumbo Sarmiento. Por este motivo, se lo renombró como Parada Aeródromo en los anales ferroviarios y en los boletos Km 12. Por ello, esta parada pudo conservar la denominación Km 11. Tras el cierre del ramal, el nombre que tuvo este punto hoy acompaña al barrio y la zona de chacra que rodean a su zona de influencia.

## Generalidades
Al funcionar como apeadero permitía el acceso de los viajeros a los trenes o su descenso en este lugar, aunque no se vendían pasajes ni contaba con una edificación que cumpliera las funciones de estación propiamente dicha. En 1958 se informaba que el equipaje que no sea bulto de mano, debería ser cargado o descargado, según el caso, por el interesado directamente en el furgón. No se comunicó desvío en Km 11. Sin embargo, otros documentos como los itinerarios de 1946 y 1948 advierten que en el kilómetro 10.65 (metros antes de Km 11) se presentaba un desvío y se debía reducir la velocidad a 15 km/h
En las cercanías de la parada aún perdura la localidad Cuarteles, que cuenta con gran cantidad de instalaciones militares, tanto del Ejército Argentinocomo de la Fuerza Aérea Argentina, así como el Aeropuerto Internacional General Enrique Mosconi.
Posiblemente, según una fuente, el ramal Astra con sus diferentes puntos participara de los últimos viajes operados con ferrobuses. Esto sucedió por un corto lapso tras la clausura del ferrocarril en 1979.
Pese a que el ramal fue casi levantado, aún para 2023 hay tramos supervivientes entre Km 17 y Km 11. Estos sufren frecuentes robos por parte de particulares a pesar de ser elementos patrimoniales del municipio.

## Funcionamiento

### Itinerarios históricos

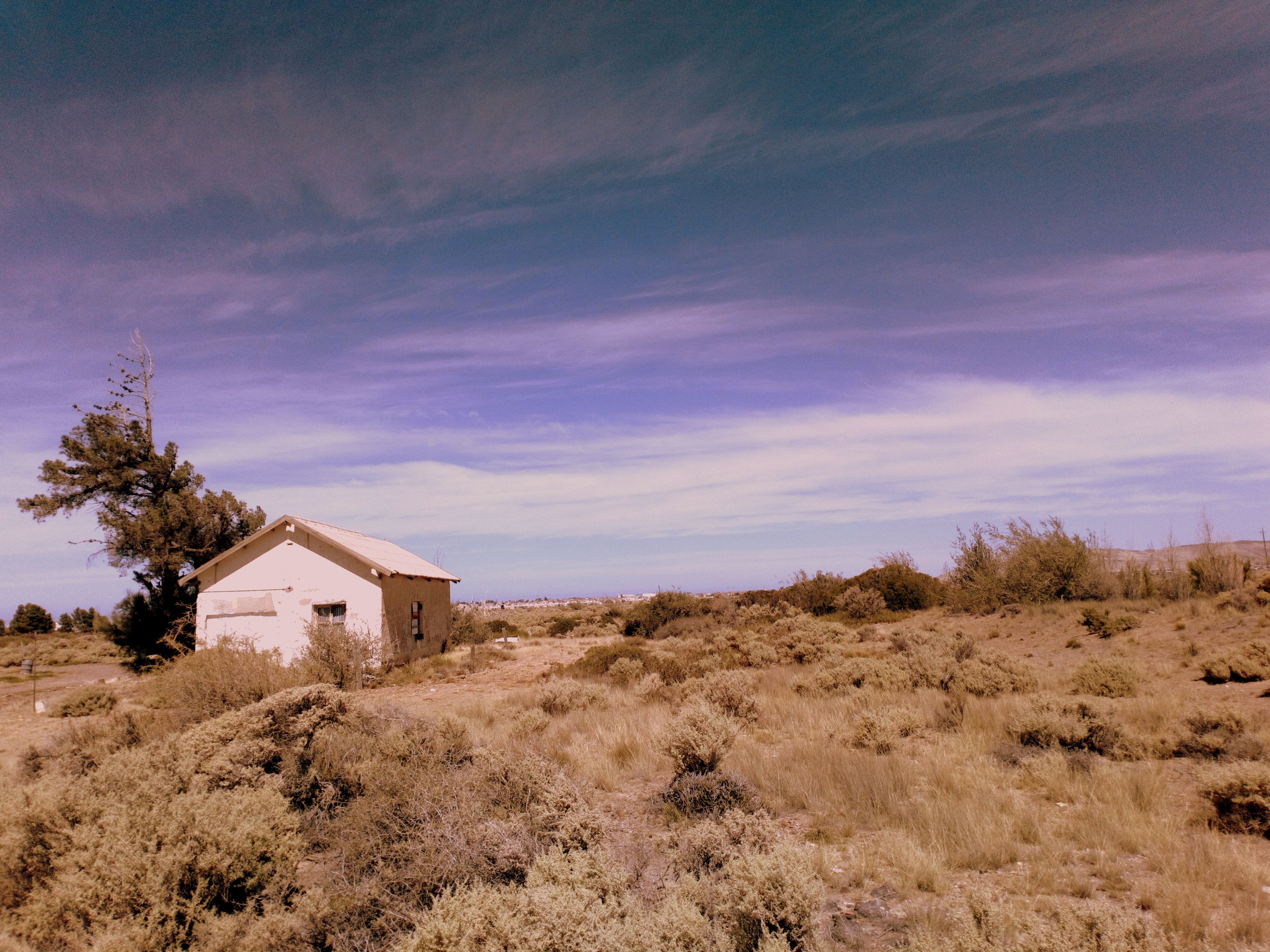
Vista del apeadero Kilómetro 11 desde el terraplén. Todavía sobrevive la vegetación tras el cierre del ramal en 1978

El análisis de itinerarios de horarios lo largo del tiempo confirman que fue una parada local de escasa importancia para los servicios ferroviarios simplemente fue de tardía incorporación. De este análisis surge que los trenes se detenían solo si había pasajeros dispuestos o cargas.
Los informes de horario entre 1928, 1934, 1930 y 1938 incluyen al ramal a Astra, pero no hicieron alusión a este punto. Mientras que los informes de  1936 y 1955 descartaron al ramal para centrarse en el viaje de larga distancia.
Para 1918 el servicio pasaba solo pasaba tres por semana. Las necesidades de transporte de los habitantes de Astra y chacras circundantes llevaron a establecer uno de los primeros servicios de autobuses del mundo. Este era muy puntual y fue realizado adaptando el chasis de un Ford T. Al mismo se lo tuvo que extender y carrozar. Se instalaron asientos paralelos y tenía una capacidad aproximada de 6 a 8 personas. No tenía vidrios por lo que se especula que los pasajeros debían viajar muy arropados. Figuraba en su frente el número 3 y una campanita que supone que era para anunciar sus paradas. El recorrido era paralelo a las vías del ferrocarril y contaba con  cuatro frecuencias por semana. De este modo, se complementaba con los servicios ferroviarios de pasajeros a este ramal. Este servicio se ejecutaba por caminos de ripio de mal estado, por lo que el tiempo de viaje era casi de un día. Si bien el vehículo podía circular a unos 70 km por hora, en este contexto geográfico las velocidades alcanzadas no deberían superar los 20 o 30 km. Partía desde Astra hasta el pueblo de Comodoro, pasando por todo el ramal a Astra, Km8, Km 5 y Km 3. El servicio se mantuvo por algunos años y fue muy puntual.
El itinerario de 1940 hizo una descripción exhaustiva del ramal a Astra, pero no mencionó este punto, por lo que su incorporación fue a mediados de década. En el mismo ramal estaba ya incorporado al viaje el ramal vecino a COMFERPET, este punto estaba claramente diferenciado del ramal a Astra aunque compartían la misma línea.
El itinerario de trenes de 1946 hizo alusión al ramal complementario a Astra y por primera vez a este apeadero. En el se mencionó a Km 11 visitado por 2 líneas diferentes «de Comodoro a COMFERPET (Km 8) y Astra» y «de Comodoro a Astra». La primera de las líneas partía desde Comodoro todos los días de 1:10 a 1:23, 7:40, 7:53,de 11:30 a 11:43, de 13:55 a 14:08, 16:10 a 16:23, 17:40 a 17:53, 19:50 a 20:03. El itinerario aclaró que estos tiempos correspondían hasta el empalme a COMFERPET. En cambio, para arribar a COMFERPET se requerían 4 minutos más y para que el viaje finalice en Astra se sumaban 25 minutos a cada viaje. Con las últimas mejoras que recibió el ferrocarril, gracias a la llegada de los ferrobuses logró que el servicio de pasajero y cargas ligeras reciba la mejora en el tiempo del trayecto que pasó a ser más rápido. El tren tras pasar el Empalme a Astra demoraba 6 minutos en llegar a Km 11. En tanto, demoraba otros 8 minutos en arribar a Km 17. Por último, el apeadero fue llamado Kilómetro 11 Desvío Particular y apareció explicitado en las advertencias como un punto donde se debía reducir la velocidad.
El mismo itinerario de 1946 fue presentado por otra editorial y en el se hace mención menos detallada de los servicios de pasajeros de este ferrocarril. En el documento se aclaró que la mayoría de los ferrobuses pararían en puntos adicionales que los pasajeros solicitaran para ascender o descender. Las tarifas se cobraban desde o hasta la estación más próxima anterior o posterior. En el documento no se modificaron datos respecto del itinerario anterior.
El 10 de diciembre de 1948 fue presentado un itinerario que no representó variaciones respecto del presentado en 1946; confirmándolo en todo sentido.
Por otro lado, el servicio suburbano es vuelto a describir gracias a otro informe de noviembre de 1955. En él se detalla este servicio que poseía nacía en Comodoro Rivadavia y tenía puntas de rieles en COMFEPET, Km 27 y Km 20. Así informe revela las paradas y horarios de este servicio. Gracias a este documento se informa la importancia que tenía, como derivador, el empalme Astra sobre esta parada y las demás hasta continuar hasta Estación Astra. El servicio estaba de este modo vinculaba  COMFEPET con estación Astra. Así el viaje se diagramaba de modo que una vez alcanzado el empalme el coche motor iba a Km 8 y desde ahí volvía marcha atrás al empalme para dirigirse a estación Astra pasando antes por Km 11. Con respecto al itinerario de 1946 todos los tiempos del ferrocarril empeoraron. Por esto, se podía alcanzar este punto, partiendo desde la estación matriz, en unos 34 minutos. En tanto, estaba separada por 7 minutos del empalme y en 13 minutos del apeadero Km 17 . La denominación en los informes de 1946 y 1955 es la «Km 11 desvío particular»

### Registro de boletos
Una extensa colección de boletos hace varias mención a este punto de pasar. Km 11 se empezó a ver en los boletos desde que el ferrocarril transferido a la órbita del Ferrocarril Roca. Esto se pudo deber a su reciente creación o que simplemente fuese una parada informal gran parte del tiempo. Los boletos presentaban un fuerte color verde con combinación de blanco, quizás por los cuarteles o para distinguirlos de puntos similares. Los boletos siempre aluden a esta parada como Kilómetro 11.

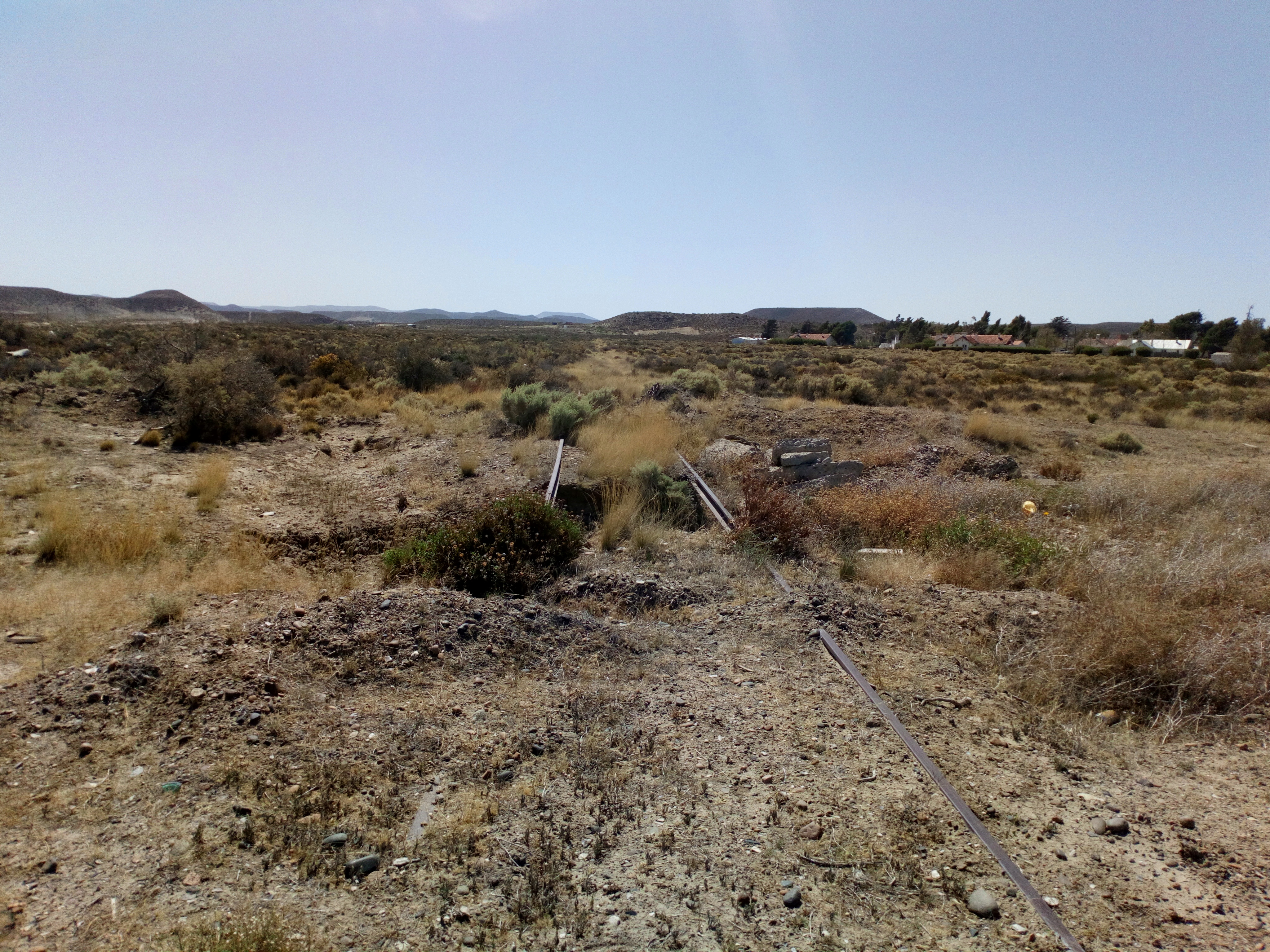
Últimas vías que sobreviven en inmediación al lugar.